# Rheinregulierung (Alpenrhein)

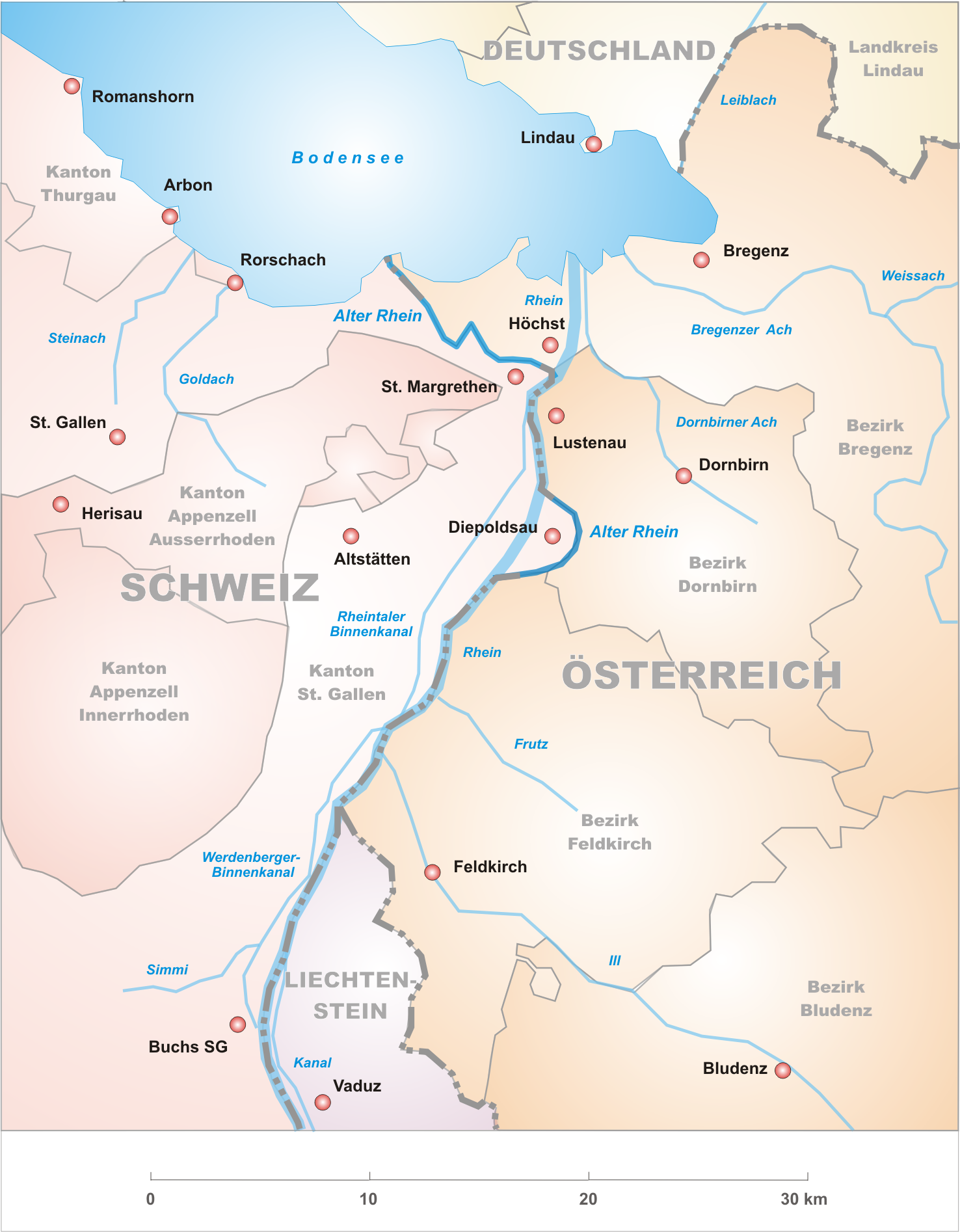
Der begradigte Alpenrhein und die beiden Abschnitte Alter Rhein

Als Rheinregulierung (auch Internationale Rheinregulierung oder Rheinkorrektion genannt) wird die an der Grenze zwischen Österreich und der Schweiz erfolgte Flussbegradigung des Alpenrheins zu Beginn des 20. Jahrhunderts bezeichnet. Sie diente einerseits zur Verminderung der Hochwasser-Gefahren, andererseits zur Neuregelung der – entlang der früheren Rheinarme verlaufenden – Staatsgrenze.

## Geschichte

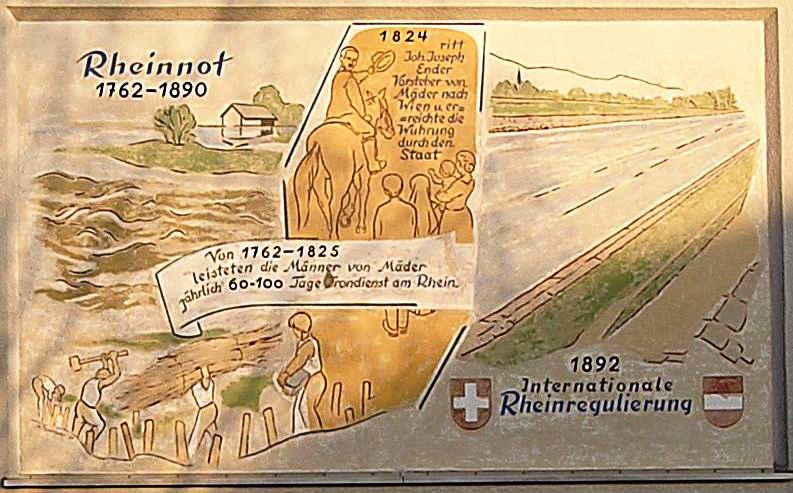
Wandbild mit der Inschrift „Rheinnot 1762–1890“ an der Fassade des Gemeindeamtes Mäder

Die älteste Nachricht von einer Überschwemmung des Alpenrheins stammt aus dem Jahr 1206. Eine der schlimmsten ereignete sich am 28. September 1868, als fast das gesamte Rheintal von Sevelen bis zum Bodensee unter Wasser stand. Der Rheindamm brach an drei Stellen. Die Bewohner der Dörfer entlang des Rheins behalfen sich jeder zu ihren Gunsten mit dem Bau von Dämmen im Fluss zur Kontrolle der Strömung, den Schupfwuhren und Buckwuhren. In einem Bett von 200 bis 300 Metern Breite, beidseits begleitet von Binnengewässern und Binnendämmen mit 500 bis 1000 Meter Abstand, schlängelte der Alpenrhein durch das Alpenrheintal. Er lagerte mitgeführtes Geschiebe ab und trat im Schnitt alle drei Jahre über die Ufer. 1861 bis 1881 erstellte der Kanton St. Gallen, unterstützt von der Schweizerischen Bundeskasse, dem Fürstentum Liechtenstein und dem Kaiserreich Österreich, zwischen Landquart und Au ein regelmäßiges Flussbett. Das Schluckvermögen des Flussbetts war aber noch ungenügend, weshalb bis 1890 die Dämme nochmals erhöht wurden.
Noch mündeten unterhalb von Landquart mehr als 30 Bäche in den Alpenrhein. Bei Hochwasser wurden diese zurückgestaut und überschwemmt. Man baute daher in weniger als zwei Jahren, von 1882 bis 1884, den 20,8 km langen Werdenberger Binnenkanal, der zwischen Wartau und Rüthi sämtliche Seitenbäche aufnimmt und sie in den Rhein leitet. 20 Jahre später wurde der Rheintaler Binnenkanal eröffnet, der alle Seitenbäche von Rüthi bis Au aufnimmt. 1910 wurde der Vorarlberger Rheintalbinnenkanal fertiggestellt, welcher der Entwässerung des Gebiets zwischen den Einzugsbereichen von Frutz und Dornbirner Ach dient.
Der knapp 25 km lange Liechtensteiner Binnenkanal wurde erst 1943 fertig gestellt.

### Staatsvertrag 1892

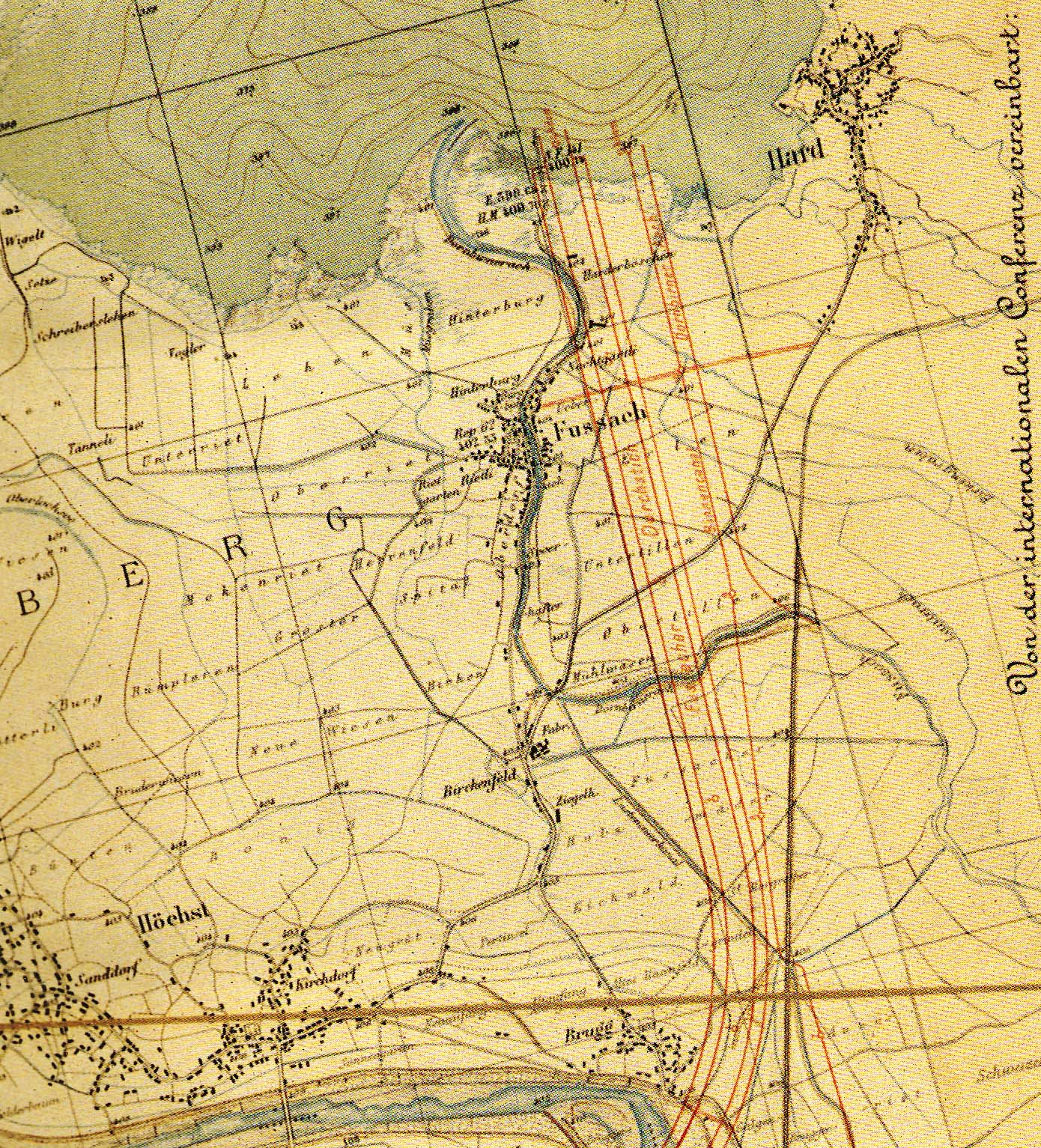
Karte zur Rheinregulierung als offizieller Anhang des Staatsvertrags

Der 1892 zwischen Österreich-Ungarn und der Schweiz abgeschlossene Staatsvertrag zur Rheinregulierung setzte vielen Überschwemmungskatastrophen am Alpenrhein zwischen Sargans und dem Bodensee ein Ende, indem mit zwei Durchstichen der Flusslauf um rund zehn Kilometer verkürzt wurde, um das Gefälle und somit die Schubkraft des Wassers zu vergrößern und dadurch Geschiebeablagerungen zu vermeiden. Die im gleichen Jahr gegründete Gesellschaft Internationale Rheinregulierung (IRR) ist das Dach, unter dem die beiden Staaten Österreich und Schweiz den Bau koordinierten und den Unterhalt der Dämme heute noch regeln. Sie hat ihren Sitz in St. Margrethen und je eine Bauleitung im österreichischen Lustenau und im schweizerischen St. Gallen.

#### Ausführung

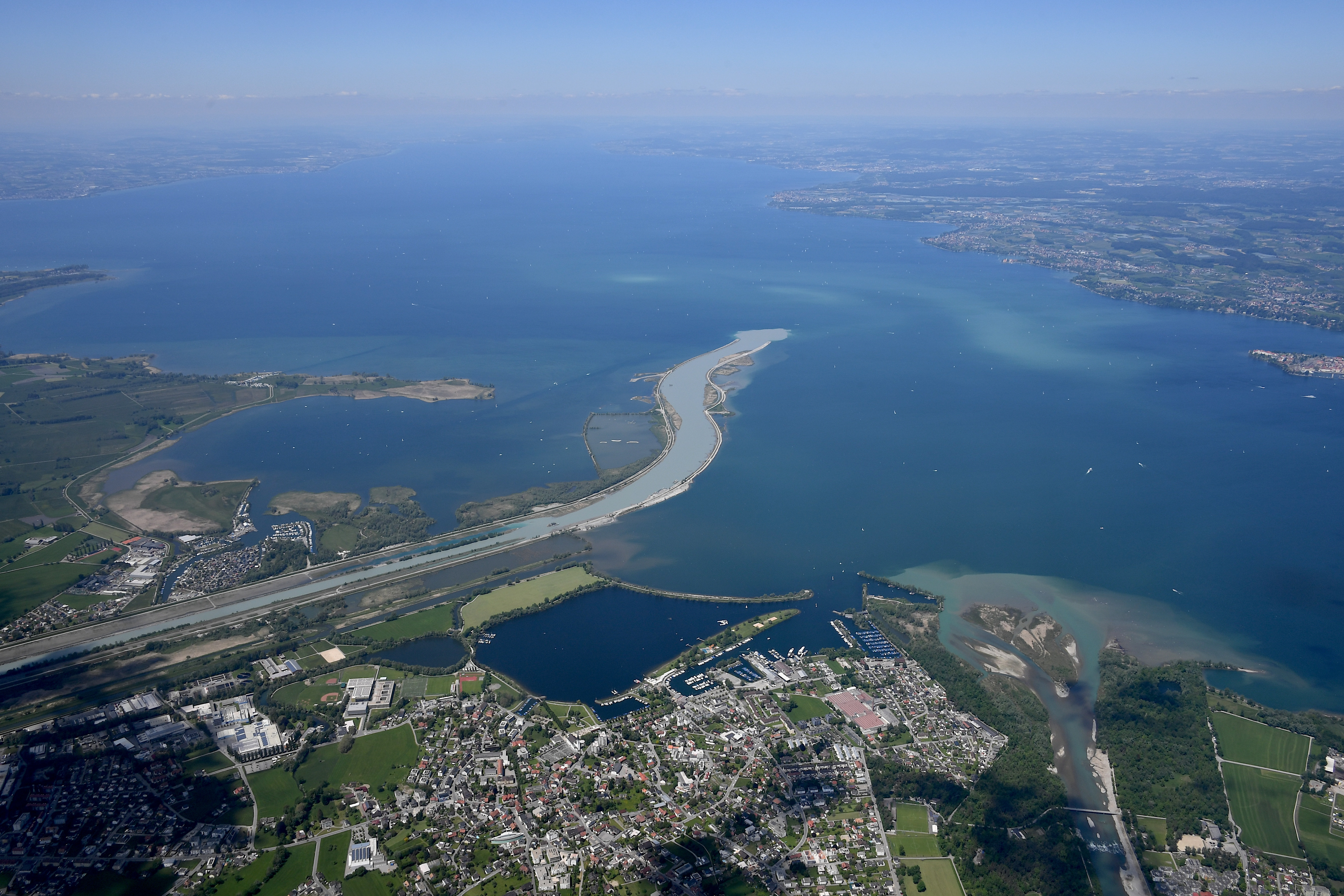
Rheinmündung heute

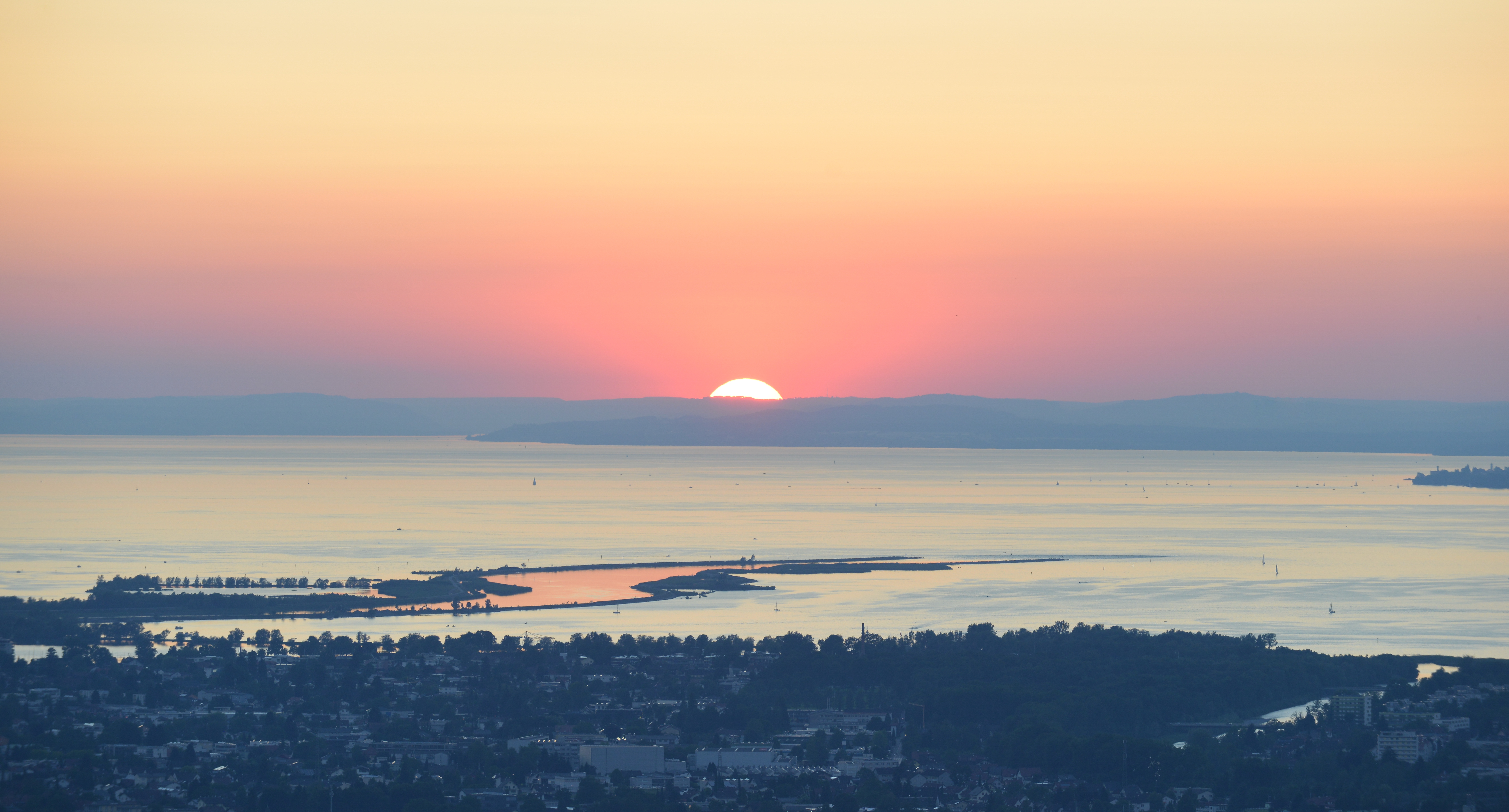
Rheinmündung gesehen von Bildstein

Nach Unterzeichnung des Vertrages wurde im Jahr 1900 nach fünfjähriger Bauzeit der Fußacher Durchstich zum Bodensee eröffnet. Nach einigen Verzögerungen durch den Ersten Weltkrieg konnte 1923 der Rhein beim Diepoldsauer Durchstich in sein neues Flussbett geleitet werden. Da eine Verlandung der Fußacher und Harder Bucht einsetzte, wurde 1924 ein weiterer Staatsvertrag geschlossen zur Fortführung der Regulierungsarbeiten und insbesondere zur Vorstreckung des Flussbettes in den Bodensee hinein. Über die Jahre entstandene Geschiebeablagerungen im Flusslauf führten zu der Erkenntnis, dass der Querschnitt des Mittelgerinnes zu groß gewählt worden war. 1954 wurde deshalb der dritte Staatsvertrag abgeschlossen, um das Mittelgerinne einzuengen, die Hochwasserdämme für eine Abflussmenge von 3100 m³/s zu ändern und zu erhöhen und außerdem die Vorstreckung weiter in den See hinein zu bauen.
Beim Hochwasserereignis von 1987 mit einer Wassermenge von 2650 m³/s bewährten sich die Maßnahmen.
Das Rheinbett ist 60 bis 70 Meter breit und hat beidseits Hochwasserdämme mit einem Abstand von bis zu 260 Metern. Der zwischen dem Hochwasserdamm und Niederwasserbett liegende Streifen wird Rheinvorland genannt. Das Vorland, meist als Weidefläche genutzt, wird nur bei größeren Hochwassern für kurze Zeit überflutet, sodass teilweise ein Rheinuferweg entlangführen kann. Teile des Rheinradwegs verlaufen im Rheinvorland bzw. auf dem Hochwasserdamm. Die Dämme sind heute Teil des Europaschutzgebiets Rheindelta.

#### Alte Rheine und Binnenkanäle
Die vom Rhein abgetrennten Gewässer, die bei der Begradigung des Flusslaufs vom Bodensee bis St. Margrethen und östlich von Diepoldsau entstanden, werden Alter Rhein genannt. Die Gewässer, die große Teile des Rheintals parallel zum Rhein entwässern, wurden als Binnenkanäle angelegt. Die längsten unter ihnen sind der Werdenberger- und Rheintaler Binnenkanal auf der Schweizer Seite und der Vorarlberger Rheintalbinnenkanal auf österreichischer Seite. Der Rheintaler Binnenkanal wurde mit dem Alten Rhein, der durch den Fußacher Durchstich entstanden ist, verbunden. Der Vorarlberger Rheintalbinnenkanal seinerseits wurde mit der stark korrigierten Dornbirner Ache verbunden, die nun an ihrem Unterlauf parallel zum Neuen Rhein kanalartig verläuft. Der Alte Rhein, der durch den Diepoldsauer Durchstich entstand, wurde zu einem stehenden Gewässer, in dem lange Zeit Kies abgebaut wurde. Heute ist er zum großen Teil Naturschutzgebiet oder Badesee. In Diepoldsau wurde ein Teilstück zu einem öffentlichen Strandbad umgebaut.

## Rheinaufweitung
Aktuell ist die Änderung der Rheinführung im bestehenden Gewässerlauf geplant. Dadurch soll eine höhere Hochwassersicherheit und ökologisch verbesserte Situation des Gewässers geschaffen werden.

## Bahn der internationalen Rheinregulierung
Eigens für die Arbeiten der Rheinregulierung wurde eine Eisenbahn mit einer Spurweite von 750 mm gebaut, die Bahn der internationalen Rheinregulierung. Diese Strecke ist nach Beendigung ihrer ursprünglichen Transportaufgabe seit 2008 auf einer Teilstrecke als Museumsbahn der Rheinschauen in Betrieb.

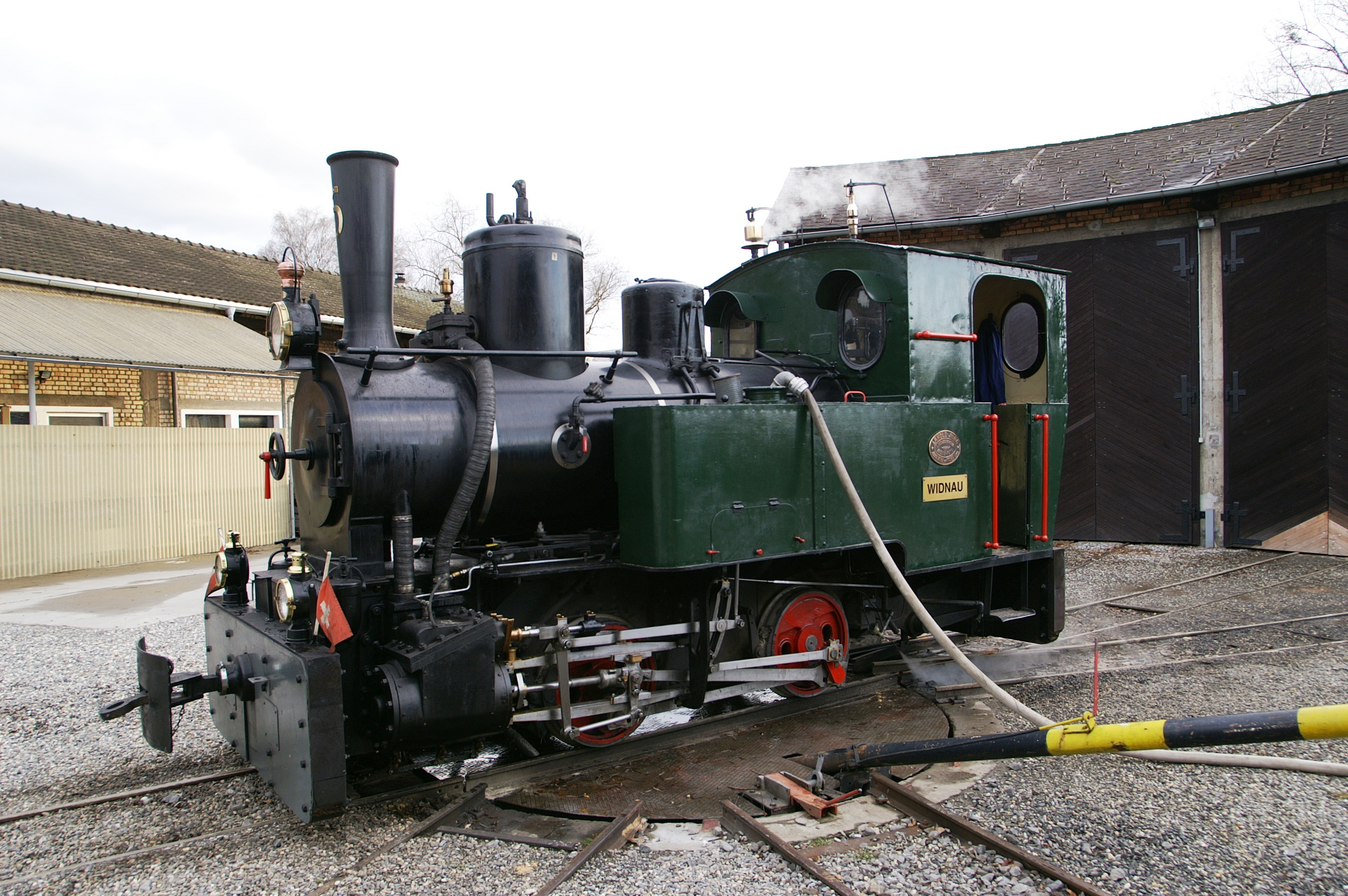
Dampflok im Dienste der Internationalen Rheinregulierung, stationiert in Lustenau
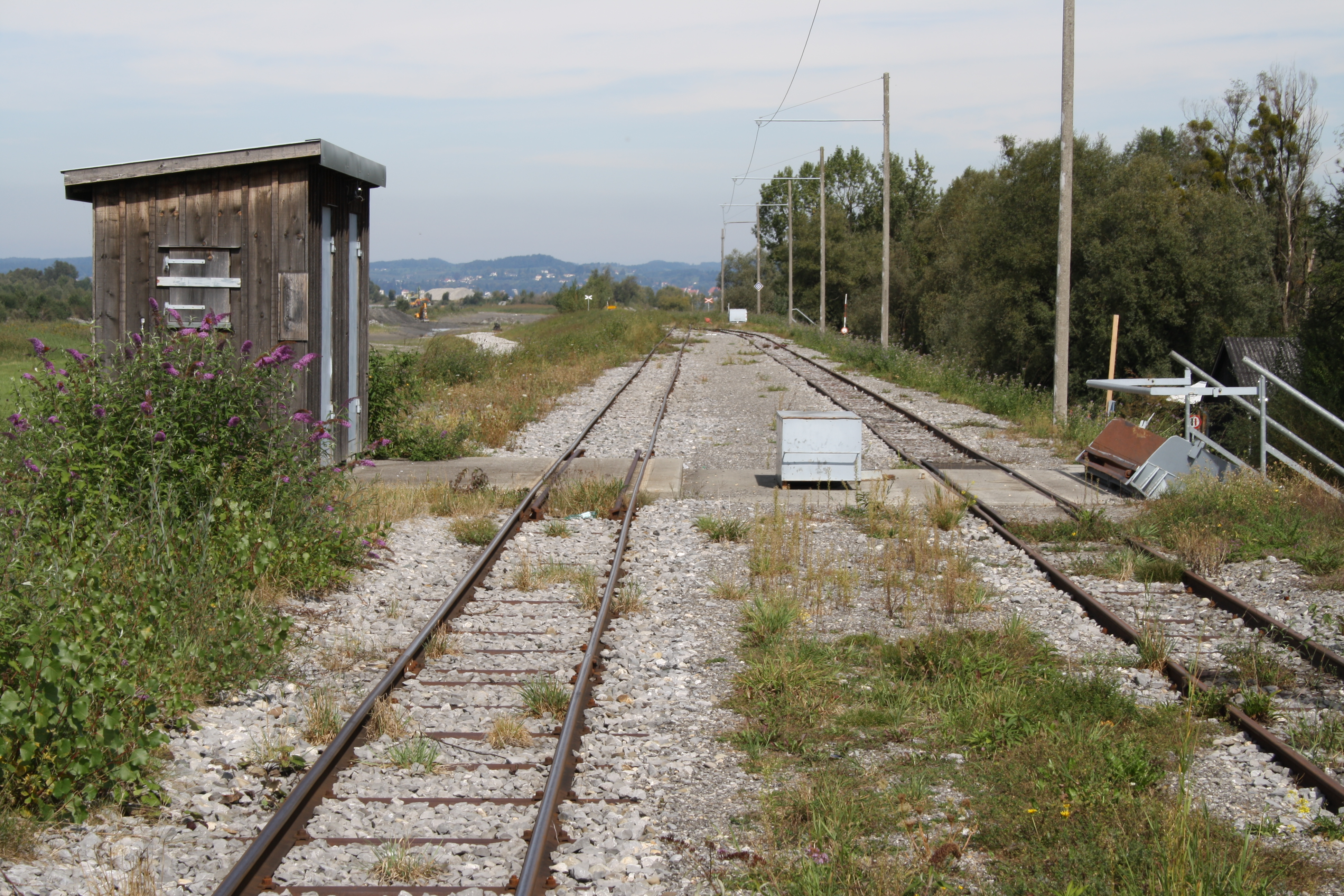
Rechtsrheinische Strecke bei Hard
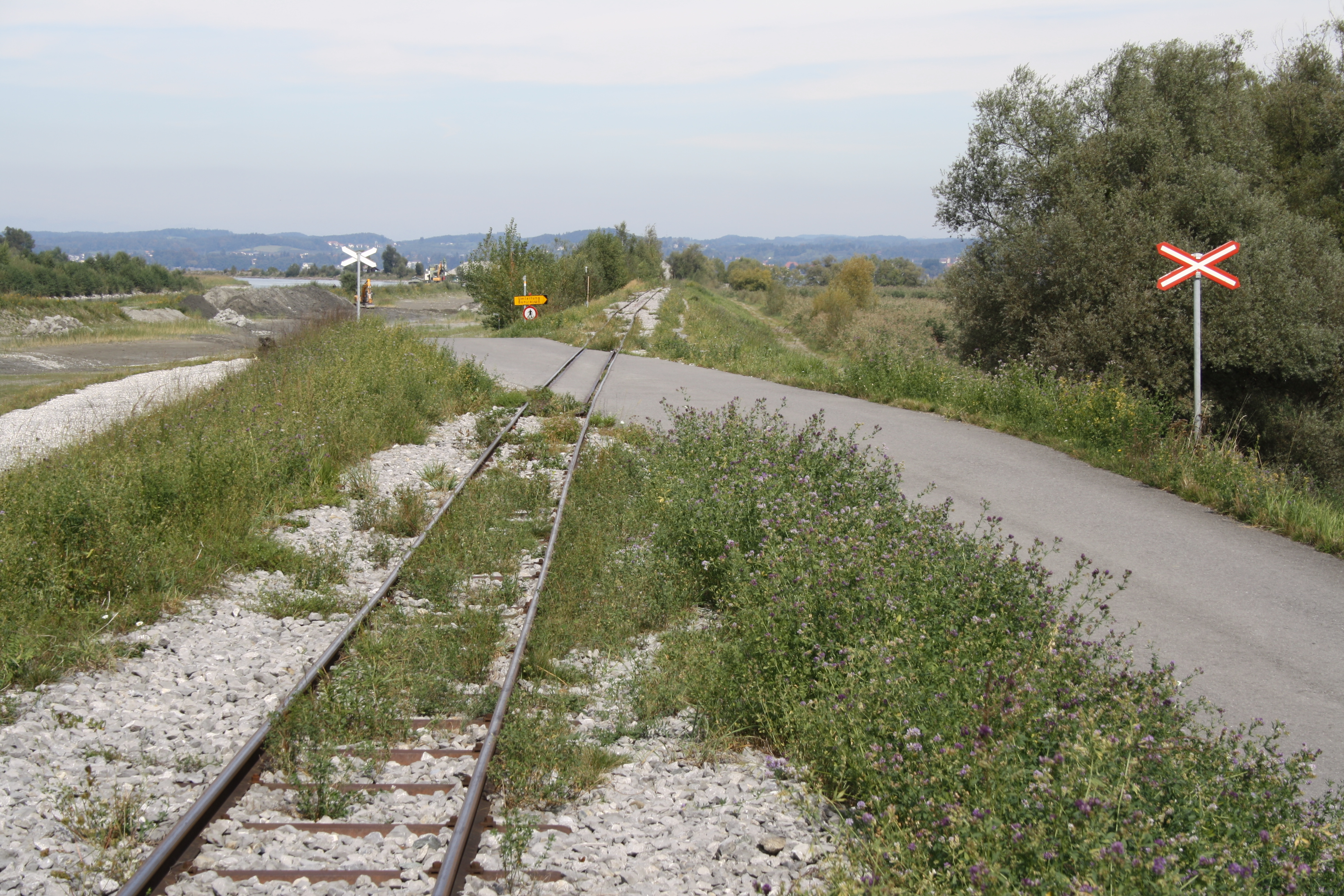
Bahnübergang bei Hard kurz vor dem Streckenende
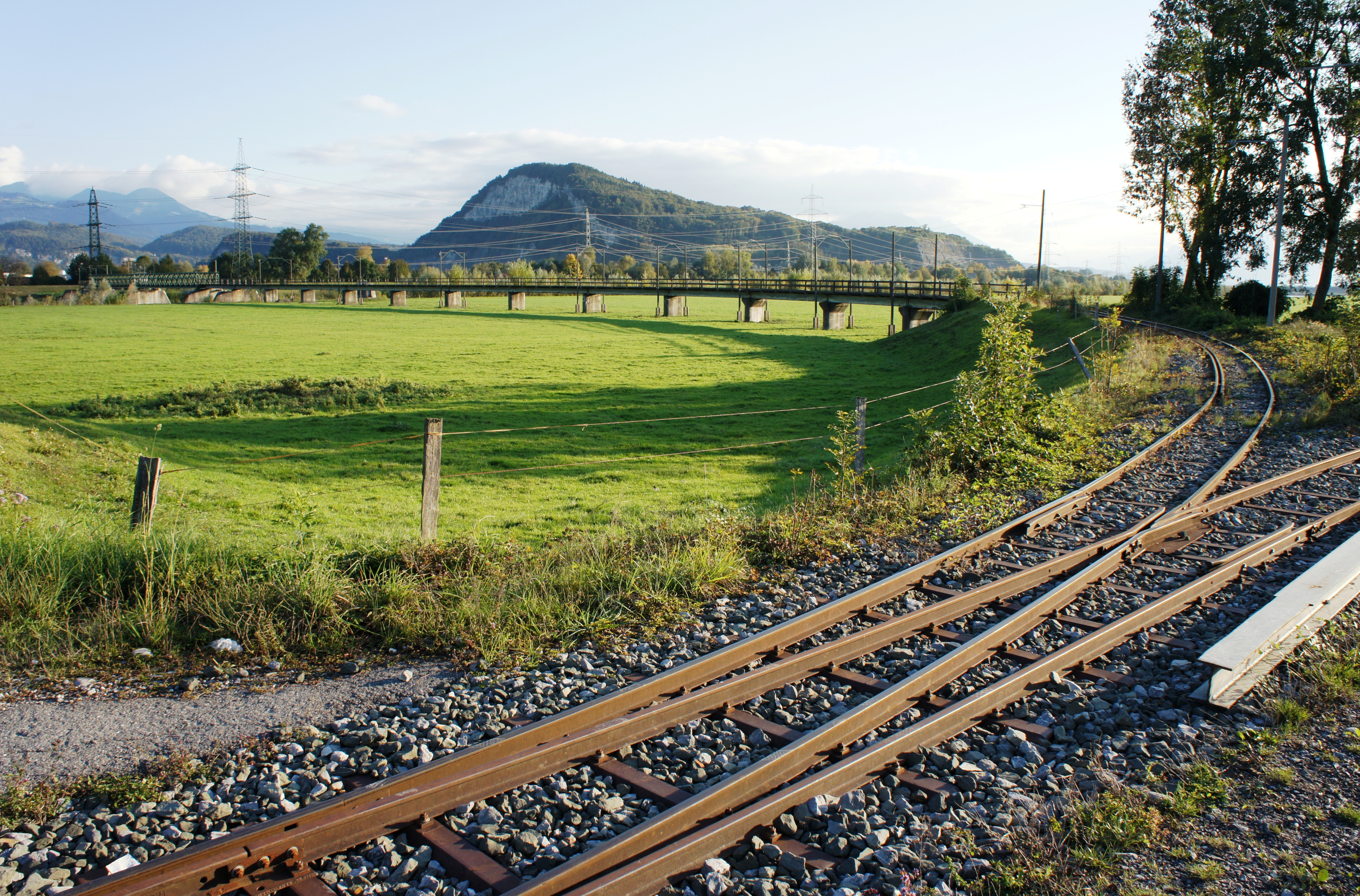
Die Strecke zwischen Kriessern und Mäder (Oktober 2011). Der Brückenteil auf Schweizer Seite ist inzwischen abgebaut.